# Sjani
Sjani (Georgisch: შანი) of ook wel Sjavana (შავანა), Shan (Russisch: Шан) en Sjanloam (Ingoesjetisch: Шанлоам) genoemd, is een berg in de Kaukasus op de grens van Georgië en Ingoesjetië (Rusland). De berg heeft een hoogte van 4452 meter boven zeeniveau en ligt 10 kilometer ten oosten van Stepantsminda en 20 kilometer ten oosten van de Kazbek. De naam van het oroniem gaat terug naar het Ingoesj woord voor gletsjer, Ша (sja).
De Sjani is de hoogste top van het Sjavanagebergte, een lateraal subgebergte van de Grote Kaukasus die hier de grens met Rusland vormt, en is zichtbaar vanaf de Drievuldigheidskerk van Gergeti boven Stepantsminda. Onder de berg stroomt de Chde, een rechterzijrivier van de Terek (Tergi) die in de Darjalkloof bij elkaar komen. Ten zuiden van de Sjani ligt de Batsjachi gletsjer, met een oppervlakte van 0,37 km² en aan de kop van de Chde-vallei ligt de Kibesja gletsjer van 0,9 km². De gletsjers krimpen ook in de Grote Kaukasus: de Kibesja gletsjer had in 1960 nog een oppervlakte van ruim 2 km². 